# Giuseppe Ogna
Giuseppe Ogna   (Sant'Eufemia della Fonte, 5 de novembre de 1933 - Brescia, 7 de maig de 2010) va ser un ciclista italià que es dedicà principalment a la pista i que fou professional entre 1957 i 1968.
Com a ciclista amateur va guanyar els campionats italians de velocitat i tàndem de 1954 i el Campionat del món de velocitat de 1955. El 1956 va prendre part en els Jocs Olímpics de Melbourne, on guanyà la medalla de bronze en la prova de tàndem del programa de ciclisme. Va fer parella amb Cesare Pinarello. Com a professional guanyà el Campionat d'Itàlia de velocitat de 1958 i dues curses de sis dies.

## Palmarès
- 1954
  -  Campió d'Itàlia de velocitat amateur
  -  Campió d'Itàlia de tàndem amateur (amb Celestino Oriani)
- 1955
  -  Campió del món de velocitat amateur
  - 1r a la Milà-Busseto
  - 1r al Gran Premi de Copenhaguen
- 1956
  -  Medalla de bronze als Jocs Olímpics de Melbourne en tàndem
- 1958
  -  Campió d'Itàlia de velocitat
- 1962
  - 1r als Sis dies d'Adelaida (amb Nino Solari)
- 1963
  - 1r als Sis dies de Launceston (amb Warwick Dalton)